# Firminus von Mende
Firminus von Mende († um 402 in Banassac) war ein Missionar und Bischof des ausgehenden 4. Jahrhunderts im Gévaudan.

## Überlieferung
Die gängigen mittelalterlichen Quellen enthalten keine Angaben zu Firminus. Der regionalen Überlieferung zufolge war er Bischof im Gebiet der Gabalier, eines keltischen Volksstammes im Gebiet der heutigen Stadt Mende im Département Lozère. Möglicherweise war er einer der Nachfolger von Privatus von Mende, er zeichnete sich durch seine Glaubensstärke und Bildung aus.
Möglicherweise ist Firminus identisch mit Firminus von Amiens oder dessen Amtsnachfolger Firmin dem Jüngeren. Das ursprünglich in Javols gelegene Bistum der Region wurde im 10. Jahrhundert nach Mimate, dem heutigen Mende verlegt.

## Verehrung
Firminus wird selbst in der Region um Mende kaum noch verehrt; seine im Jahr 1956 wiederentdeckte und untersuchte kaminähnliche Grabstätte ist in der Kirche von Banassac zu sehen – doch nur das Relief einer Mitra weist auf einen hier bestatteten Bischof hin. Sein Festtag ist der 14. Januar.

## Darstellung
Mittelalterliche Statuen oder andere Bildnisse von Firminus sind nicht bekannt.